# ماتیو بویر
ماتیو بویر (انگلیسی: Mathieu Bouyer؛ زادهٔ ۱۷ ژانویهٔ ۱۹۸۷) بازیکن فوتبال اهل فرانسه است.
از باشگاه‌هایی که در آن بازی کرده‌است می‌توان به باشگاه فوتبال نانت اشاره کرد.
وی همچنین در تیم ملی فوتبال Brittany بازی کرده‌است.